# برنستون
برنستون (به انگلیسی: Burnaston) یک روستا و محله مدنی در بریتانیا است که در South Derbyshire واقع شده‌است. برنستون ۱٬۵۳۱ نفر جمعیت دارد.